# Carabus argonautarum
Carabus argonautarum es una especie de insecto adéfago del género Carabus, familia Carabidae. Fue descrita científicamente por Semenov en 1898.
Habita en Georgia y Rusia.